# Giovanni Micheletto

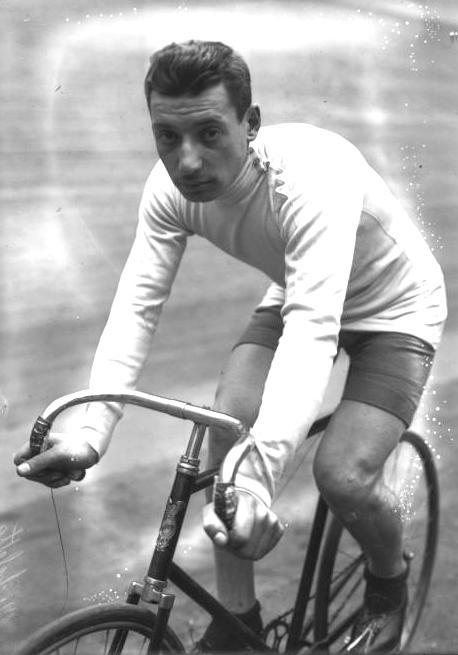
Giovanni Michelotto (1913)

Giovanni Micheletto (* 21. Januar 1889 in Sacile; † 29. September 1958 ebenda) war ein italienischer Radrennfahrer, der von seinen Anhängern der „Graf von Sacile“ bzw. „Nanè“ genannt wurde. 
1910 gewann er bereits den Giro di Lombardia und den Giro di Romagna-Toscana. Sein bestes Ergebnis war der Gewinn des Giro d’Italia 1912. Das Rennen wurde seinerzeit als Teamwertung ausgefahren. Seine Mannschaftskameraden waren Luigi Ganna, Carlo Galetti und Eberardo Pavesi.
Micheletto war auch der erste Italiener, der ein Rennen in Frankreich gewinnen konnte, Paris–Menen im Jahr 1913. In dem Jahr gewann er auch eine Etappe bei der Tour de France.